# Canoa/kayak ai Giochi della XXXIII Olimpiade
Il programma delle gare di canoa/kayak ai Giochi della XXXIII Olimpiade è composto da competizioni di canoa slalom e di velocità: le prime si sono svolte dal 27 luglio al 5 agosto 2024 presso lo stadio nautico di Vaires-sur-Marne, mentre le seconde dal 6 al 10 agosto sempre a Vaires-sur-Marne. Complessivamente sono messi in palio 16 titoli: 6 nello slalom e 10 nella velocità; 8 femminili e 8 maschili.

## Calendario
| In acque libere | Uomini |  |    |    |  |    |    |  |  |  |        |  |  | K4 500 m C2 500 m | K2 500 m C1 1000 m | K1 1000 m         | 5  |
| In acque libere | Donne  |  |    |    |  |    |    |  |  |  |        |  |  | K4 500 m          | K2 500 m C2 500 m  | K1 500 m C1 200 m | 5  |
| Slalom          | Uomini |  |    | C1 |  |    | K1 |  |  |  | Kcross |  |  |                   |                    |                   | 3  |
| Slalom          | Donne  |  | K1 |    |  | C1 |    |  |  |  | Kcross |  |  |                   |                    |                   | 3  |
| Totale          | Totale |  | 1  | 1  |  | 1  | 1  |  |  |  | 2      |  |  | 3                 | 4                  | 3                 | 16 |

|  | Qualificazioni |  | Finali |

## Qualificazione
Il Comitato Olimpico Internazionale e la Federazione Internazionale di Canoa hanno rilasciato un nuovo sistema di qualificazione sia per la canoa slalom che per quella sprint alle Olimpiadi estive del 2024.

## Podi

### Uomini
| Evento                 | Oro                                                           | Perform. | Argento                                                                           | Perform. | Bronzo                                                                 | Perform. |
| Velocità               |                                                               |          |                                                                                   |          |                                                                        |          |
| C1 - 1000 m (dettagli) | Martin Fuksa                                                  | 3'43"16  | Isaquias Queiroz                                                                  | 3'44"33  | Serghei Tarnovschi                                                     | 3'44"68  |
| C2 - 500 m (dettagli)  | Cina Liu Hao Ji Bowen                                         | 1'39"48  | Italia Gabriele Casadei Carlo Tacchini                                            | 1'41"08  | Spagna Joan Antoni Moreno Diego Domínguez                              | 1'41"18  |
| K1 - 1000 m (dettagli) | Josef Dostál                                                  | 3'24"07  | Ádám Varga                                                                        | 3'24"76  | Bálint Kopasz                                                          | 3'25"68  |
| K2 - 500 m (dettagli)  | Germania Jacob Schopf Max Lemke                               | 1'26"87  | Ungheria Bence Nádas Sándor Tótka                                                 | 1'27"15  | Australia Jean van der Westhuyzen Thomas Green                         | 1'27"29  |
| K4 - 500 m (dettagli)  | Germania Max Rendschmidt Max Lemke Jacob Schopf Tom Liebscher | 1'19"80  | Australia Riley Fitzsimmons Pierre van der Westhuyzen Jackson Collins Noah Havard | 1'19"84  | Spagna Saul Craviotto Carlos Arévalo López Marcus Walz Rodrigo Germade | 1'20"05  |
| Slalom                 |                                                               |          |                                                                                   |          |                                                                        |          |
| C1 (dettagli)          | Nicolas Gestin                                                | 91"36    | Adam Burgess                                                                      | 96"84    | Matej Beňuš                                                            | 97"03    |
| K1 (dettagli)          | Giovanni De Gennaro                                           | 88"22    | Titouan Castryck                                                                  | 88"42    | Pau Echaniz                                                            | 88"87    |
| K Cross (dettagli)     | Finn Butcher                                                  |          | Joseph Clarke                                                                     |          | Noah Hegge                                                             |          |

### Donne
| Evento                | Oro                                                                   | Perform. | Argento                                                          | Perform. | Bronzo                                                          | Perform. |
| Velocità              |                                                                       |          |                                                                  |          |                                                                 |          |
| C1 - 200 m (dettagli) | Katie Vincent                                                         | 44"12    | Nevin Harrison                                                   | 44"13    | Yarisleidis Cirilo                                              | 44"36    |
| C2 - 500 m (dettagli) | Cina Xu Shixiao Sun Mengya                                            | 1'52"81  | Ucraina Liudmyla Luzan Anastasiia Rybachok                       | 1'54"30  | Canada Sloan MacKenzie Katie Vincent                            | 1'54"36  |
| K1 - 500 m (dettagli) | Lisa Carrington                                                       | 1'47"36  | Tamara Csipes                                                    | 1'48"44  | Emma Jørgensen                                                  | 1'49"76  |
| K2 - 500 m (dettagli) | Nuova Zelanda Lisa Carrington Alicia Hoskin                           | 1'37"28  | Ungheria Tamara Csipes Alida Dóra Gazsó                          | 1'39"39  | Germania Paulina Paszek Jule Hake Ungheria Noémi Pupp Sára Fojt | 1'39"46  |
| K4 - 500 m (dettagli) | Nuova Zelanda Lisa Carrington Alicia Hoskin Olivia Brett Tara Vaughan | 1'32"20  | Germania Paulina Paszek Jule Hake Pauline Jagsch Sarah Bruessler | 1'32"62  | Ungheria Noémi Pupp Sára Fojt Tamara Csipes Alida Dóra Gazsó    | 1'32"93  |
| Slalom                |                                                                       |          |                                                                  |          |                                                                 |          |
| C1 (dettagli)         | Jessica Fox                                                           | 101"06   | Elena Lilik                                                      | 103"54   | Evy Leibfarth                                                   | 109"95   |
| K1 (dettagli)         | Jessica Fox                                                           | 96"08    | Klaudia Zwolińska                                                | 97"53    | Kimberley Woods                                                 | 98"94    |
| K Cross (dettagli)    | Noemie Fox                                                            |          | Angele Hug                                                       |          | Kimberley Woods                                                 |          |

## Medagliere
| Pos.   | Paese         | Oro | Argento | Bronzo | Totale |
| ------ | ------------- | --- | ------- | ------ | ------ |
| 1      | Nuova Zelanda | 4   | 0       | 0      | 4      |
| 2      | Australia     | 3   | 1       | 1      | 5      |
| 3      | Germania      | 2   | 2       | 2      | 6      |
| 4      | Cina          | 2   | 0       | 0      | 2      |
| 4      | Rep. Ceca     | 2   | 0       | 0      | 2      |
| 6      | Francia       | 1   | 2       | 0      | 3      |
| 7      | Italia        | 1   | 1       | 0      | 2      |
| 8      | Canada        | 1   | 0       | 1      | 2      |
| 9      | Ungheria      | 0   | 4       | 3      | 7      |
| 10     | Gran Bretagna | 0   | 2       | 2      | 4      |
| 11     | Stati Uniti   | 0   | 1       | 1      | 2      |
| 12     | Polonia       | 0   | 1       | 0      | 1      |
| 12     | Brasile       | 0   | 1       | 0      | 1      |
| 12     | Ucraina       | 0   | 1       | 0      | 1      |
| 15     | Spagna        | 0   | 0       | 3      | 3      |
| 16     | Slovacchia    | 0   | 0       | 1      | 1      |
| 16     | Moldavia      | 0   | 0       | 1      | 1      |
| 16     | Cuba          | 0   | 0       | 1      | 1      |
| 16     | Danimarca     | 0   | 0       | 1      | 1      |
| Totale | Totale        | 16  | 16      | 17     | 49     |